# یوکی سایتو
یوکی سایتو (انگلیسی: Yuki Saito (actress)؛ زادهٔ ۱۰ سپتامبر ۱۹۶۶) یک هنرپیشه، شاعر، خواننده-ترانه‌سرا، و خواننده اهل ژاپن است.

## فیلم‌شناسی
- داستان زندگی در نقش هانیکو